# Снежное
Снежное е град в Донецка област, Украйна.
Намира се в часова зона UTC+2. Населението му е 49 564 жители (2011).
Основан е през 1784 г., получава статут на град през 1938 г.